# Luis Manuel Fernández
Luis Manuel Fernández Millán (n. Caracas; 16 de junio de 1967 - f. 24 de marzo de 1998) fue un destacado periodista deportivo venezolano.
Fue ancla de la sección deportiva de los espacios de noticias La Noticia y El Informador, así como narrador de disciplinas como el baloncesto, fútbol, boxeo y béisbol. 

## Carrera
Egresa como Comunicador Social de la Universidad Católica Andrés Bello (UCAB) en 1989. En 1990 se inicia en la radio de la mano del periodista Reyes Álamo. Más tarde, da sus primeros pasos en la televisión en Venezolana de Televisión de la mano del comentarista deportivo Herman "Chiquitín" Ettedgui en el programa Variedades Deportivas. Luego, pasaría a narrar las transmisiones del fútbol español y más adelante pasa al espacio informativo como ancla de la sección deportiva.
A finales de 1992 firma con el canal Venevisión asumiendo el rol de ancla de la sección deportiva de su espacio de noticias, así como narrador de disciplinas tales como el baloncesto de la NBA, la Liga Profesional de Baloncesto de Venezuela, el Béisbol Profesional y el Mundial de Fútbol USA 1994. En 1996 participó en los Juegos Olímpicos efectuados ese año en la ciudad de Atlanta.
También fue narrador del circuito radial de los Leones del Caracas.

## Fallecimiento
El 24 de marzo de 1998 falleció al mediodía a causa de un cáncer gástrico que venía padeciendo desde hacía varios años. Lo cual le truncó su sueño de tomar parte en el Mundial de Fútbol de ese año efectuado en Francia.

## Vida familiar
Tuvo un hijo llamado Luis Samuel, nacido en 1994.

## Frases famosas
- Qué tal amigos, sean bienvenidos a los deportes en La Noticia/El Informador/su Noticiero Venevisión (saludo)
- ¡Sí, más allá de la cerca! (narrando un cuadrangular)
- Y bien amigos, esto ha sido todo, hasta aquí los deportes en La Noticia/El Informador/su Noticiero Venevisión, los dejamos con... (despedida)